# Fidel Escobar
Pour les articles homonymes, voir Escobar.
Fidel Escobar Mendieta, abrégé Fidel Escobar, né le 9 janvier 1995 à Panama, est un footballeur international panaméen. Il joue au poste de défenseur central au Deportivo Saprissa.

## Carrière

### En club
Fidel Escobar rejoint le Sporting Portugal B lors de l'été 2016.

### En sélection
Il honore sa première sélection internationale le 8 février 2015 lors d'un match amical contre les États-Unis.
Il fait partie de la liste des 23 joueurs panaméens sélectionnés pour disputer la Coupe du monde 2018 en Russie, la première de l'histoire du Panama. Il participe aux trois matchs de poules en tant que titulaire : face à la Belgique (défaite 3-0) , face à l'Angleterre (défaite 6-1) et face à la Tunisie (défaite 2-1).  

## Palmarès
En 2018, il remporte le MLS Supporters' Shield avec les Red Bulls de New York.

## Statistiques
| Saison                | Club                       | Championnat           | Championnat | Championnat | Coupe(s) nationale(s) | Coupe(s) nationale(s) | Panama | Panama | Total | Total |
| Saison                | Club                       | Division              | M.          | B.          | M.                    | B.                    | M.     | B.     | M.    | B.    |
| 2012-2013             | San Francisco FC           | Liga Panameña         | 2           | 0           |                       |                       | -      | -      | 2     | 0     |
| 2013-2014             | San Francisco FC           | Liga Panameña         | 14          | 1           |                       |                       | -      | -      | 14    | 1     |
| Sous-total            | Sous-total                 | Sous-total            | 16          | 1           | 0                     | 0                     | -      | -      | 16    | 1     |
| 2013-2014             | Sporting San Miguelito     | Liga Panameña         | 14          | 1           |                       |                       | -      | -      | 14    | 1     |
| 2014-2015             | Sporting San Miguelito     | Liga Panameña         | 25          | 2           |                       |                       | 1      | 0      | 26    | 2     |
| 2015-2016             | Sporting San Miguelito     | Liga Panameña         | 26          | 3           |                       |                       | 3      | 0      | 29    | 3     |
| Sous-total            | Sous-total                 | Sous-total            | 65          | 6           | 0                     | 0                     | 4      | 0      | 69    | 6     |
| 2016-2017             | Sporting Portugal B (prêt) | LigaPro               | 14          | 0           | 0                     | 0                     | 6      | 1      | 20    | 1     |
| Sous-total            | Sous-total                 | Sous-total            | 14          | 0           | 0                     | 0                     | 6      | 1      | 20    | 1     |
| 2017                  | New York Red Bulls (prêt)  | MLS                   | 6           | 0           | 1                     | 0                     | 9      | 0      | 16    | 0     |
| 2018                  | New York Red Bulls (prêt)  | MLS                   | 6           | 0           | 0                     | 0                     | 11     | 0      | 17    | 0     |
| Sous-total            | Sous-total                 | Sous-total            | 12          | 0           | 1                     | 0                     | 20     | 0      | 33    | 0     |
| 2018-2019             | Correcaminos UAT (prêt)    | Liga Ascenso          | 0           | 0           | 0                     | 0                     | 8      | 0      | 8     | 0     |
| Sous-total            | Sous-total                 | Sous-total            | 0           | 0           | 0                     | 0                     | 8      | 0      | 8     | 0     |
| 2019-2020             | Cordoue CF (prêt)          | Segunda División B    | 10          | 0           | 0                     | 0                     | 3      | 0      | 13    | 0     |
| Sous-total            | Sous-total                 | Sous-total            | 10          | 0           | 0                     | 0                     | 3      | 0      | 13    | 0     |
| Total sur la carrière | Total sur la carrière      | Total sur la carrière | 105         | 7           | 0                     | 0                     | 41     | 1      | 146   | 8     |